# Mycetophila unicolor
Mycetophila unicolor är en tvåvingeart som beskrevs av Hermann Friedrich Stannius 1831. Mycetophila unicolor ingår i släktet Mycetophila och familjen svampmyggor. Inga underarter finns listade i Catalogue of Life.